# Feliciano San Martín
Feliciano del Tránsito San Martín Baeza (Concepción, Chile, 20 de octubre de 1933-Concepción, Chile, 29 de marzo de 2018) fue un futbolista chileno. Jugaba de delantero. Uno de los ídolos del club Fernández Vial de Concepción.

## Biografía
Se inició en el club Fanaloza de Penco desde donde fue transferido a Fernández Vial, en gran medida gracias a su padre, que era furibundo hincha del club ferroviario.
Su actuación consagratoria la realizó en el Torneo Regional de 1957, donde Fernández Vial fue subcampeón. Sin embargo, alcanzaría la cima del tradicional torneo en 1958 y 1959 en un recordado bicampeonato.
Tras su retiro se desempeñó en diversos oficios, destacó incluso como dirigente sindical y como chofer de móviles de Canal 13 Concepción.
Falleció el 29 de marzo de 2018 a causa de un cáncer.

## Clubes
| Club           | País  | Año       |
| -------------- | ----- | --------- |
| Fanaloza       | Chile | 1955-1956 |
| Fernández Vial | Chile | 1957-1963 |
| Huachipato     | Chile | 1964      |

## Palmarés

### Campeonatos regionales
| Título          | Club           | País  | Año  |
| --------------- | -------------- | ----- | ---- |
| Torneo Regional | Fernández Vial | Chile | 1958 |
| Torneo Regional | Fernández Vial | Chile | 1959 |
| Torneo Regional | Huachipato     | Chile | 1964 |